# Иван Даников
Иван Даников (1962, Зрењанин — 17. јун 2013, Зрењанин) био је српски књижевник. Објавио је 15-так књига (поезија, приче, дневник). Живео је у месту Лукино Село, град Зрењанин.
Председник је УО Банатског удружења књижевника, оснивач и главни и одговорни уредник часописа за књижевност и уметност НаТрон, оснивач Банатске академије наука и уметности и уредник је свих издања у издавачкој кући Арт-Пројект и едиције Чисте душе. Члан је Друштва књижевника Војводине и Матице српске.
Основао је андерграунд издавачку кућу Белосветска библиотека снова и објављивао је белетристику у тиражима од 15-ак примерака по наслову, уз образложење да само толико људи у Србији чита или прати савремену књижевност и уметност уопште. Објавио је збирку песама Календар страха републике улице и уније насеља: истина о црвеном професору и осталим банатским (Б)алама и опевао године од 1990-2008. Збирка песама Дрндаве песме посебан су уметнички исказ о тешким и неумерено неартикулисано социјанло-друштвеним приликама деведесетих на полуострву Балкан као и сонетни венац Цвећара Бењоцки, о распаду једне државе на Балкану, коју су многи звали само Југославија уз велики осврт на Банат и укорењену књижевно-уметничку традицију. Написао преко стотину рецензија. Објавио је више приказа, чланака - издвајамо Аматеризам као авангарда шунда и Отворено писмо књишкој мафији.
Залаже се за поштовање азбучног писма (ћирилица и латиница), као основ српске писмености и попис свих реформатора: Ћирило и Методије, Доситеј Обрадовић, Сава Мркаљ. Објавио је делове књиге „Истина о српском писму - чувари собарске, рацке и српске азбуке“, у часопису за књижевност и уметност „НаТрон“ (број 51-52).
На сваком јавном наступу истиче значај банатске књижевности и уметности, а сваке године на Савиндан Банатско удружење књижевника, чији је он председник, додељује награде Најбоље из Баната.
Залаже се за очување књижевно-уметничких вредносту у регији Банат и троименог града Бечкерек Петровград Зрењанин и залаже се за именовање подграђа стари град у Трг уметника, као и именовање мноштва пролаза и хаустора у центру града именима познатих личности из историјског видокруга књижевности уметности науке без уплива политике. 
Награђиван је у бившој Југославији, а први је добитник је и награде за најбољи слемер, слем-песник.

## Избор из библиографије
- А шта ако сунце нестане, 1985;
- Црвени ђаволи, 1986;
- Између два тела - ограничени примерци, 1987;
- Прогоњени, 1987;[5]
- По шумама и горама у равном Банату, 1989;
- Паралеле руске поезије, 1990;
- Цветање ува, 1990;[1]
- Како се глође коска, 1991;
- Искуственик и знанственик, 1992;
- Огњена Марија (с Радивојем Шајтинцем), 1993;[1]
- Воду ни с ким, 1994;[5]
- Лала и Соса само у Банату, 1995;
- Испод кашике супе, 1996;
- Гаће и у гаћама, 1997;
- Цвећара Бењоцки, 1998;[1]
- Немам шта да кажем - празна књига, 1999;
- Песме за децу - Јакову, 2000;
- Забринута сова, 2001;
- Штета, 2002;
- Паника, 2003;
- Дрндаве песме, 2004;
- Календар страха републике улице и уније насеља Истина о црвеном професору и осталим банатским (Б)алама, 2008;[5]
- Пишање испред српске кафане (убијање људи због Југославије), 2010;[6]
- Зборник мртвих песника, 2012;[3]